# Archipel des Kornati
L'archipel des Kornati (en Italien: Isole Incoronate) est un groupe d'îles situées au centre de la côte dalmate, au sud de Zadar en Croatie. Archipel le plus dense de la Méditerranée, il compte 147 îles et îlots sur une aire de 320 km2. Kornat, avec une surface de 3 252 hectares est la plus grande des îles — elle s'étend sur 25,2 km de long pour une largeur maximale de 2,5 km.

## Géographie
Le littoral de ces îles est profondément échancré et comporte des falaises vertigineuses qui s'élèvent jusqu'à une centaine de mètres au-dessus des flots. Les îles sont parcourues par des kilomètres de murets de pierres sèches séparant les propriétés.
En parlant de l'archipel, les géologues qualifient de karstique son paysage minéral et expliquent son relief tourmenté par les montagnes englouties à la fin de la dernière ère glaciaire.
La faune et la flore de ces îles sont particulièrement luxuriantes.
Il n'y a pas d'établissement permanent dans l'archipel, seulement de simples maisons dans les criques les mieux protégées, telles qu'à Vruje, Kravjačica et Lavsa. Dans quelques autres lieux on trouve des abris provisoires utilisés par les propriétaires des terrains qui pour la plupart habitent l'île de Murter.
L'archipel est très apprécié des navigateurs de plaisance pour lesquels deux centres nautiques ont été aménagés dans la baie de Telascica, les marinas ACI Zut et Piskera.

## Parc national
Le parc national de l'archipel des Kornati englobe 89 îles de l'archipel ainsi que la mer environnante sur une surface de 224 km2. Il a été déclaré parc national en 1980.

## Galerie

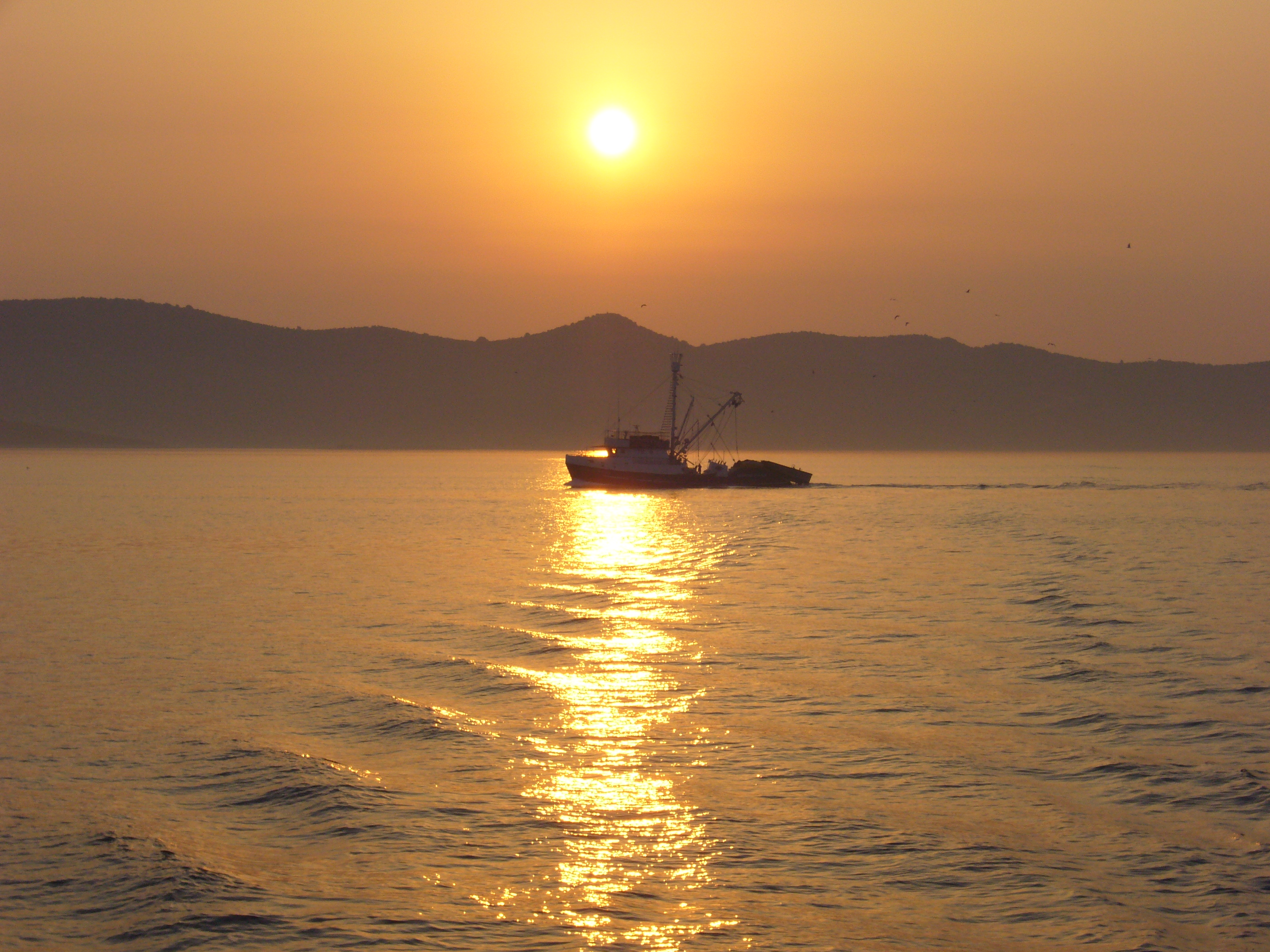
Bateau de pêcheur à l'aube dans l'archipel des Kornati.
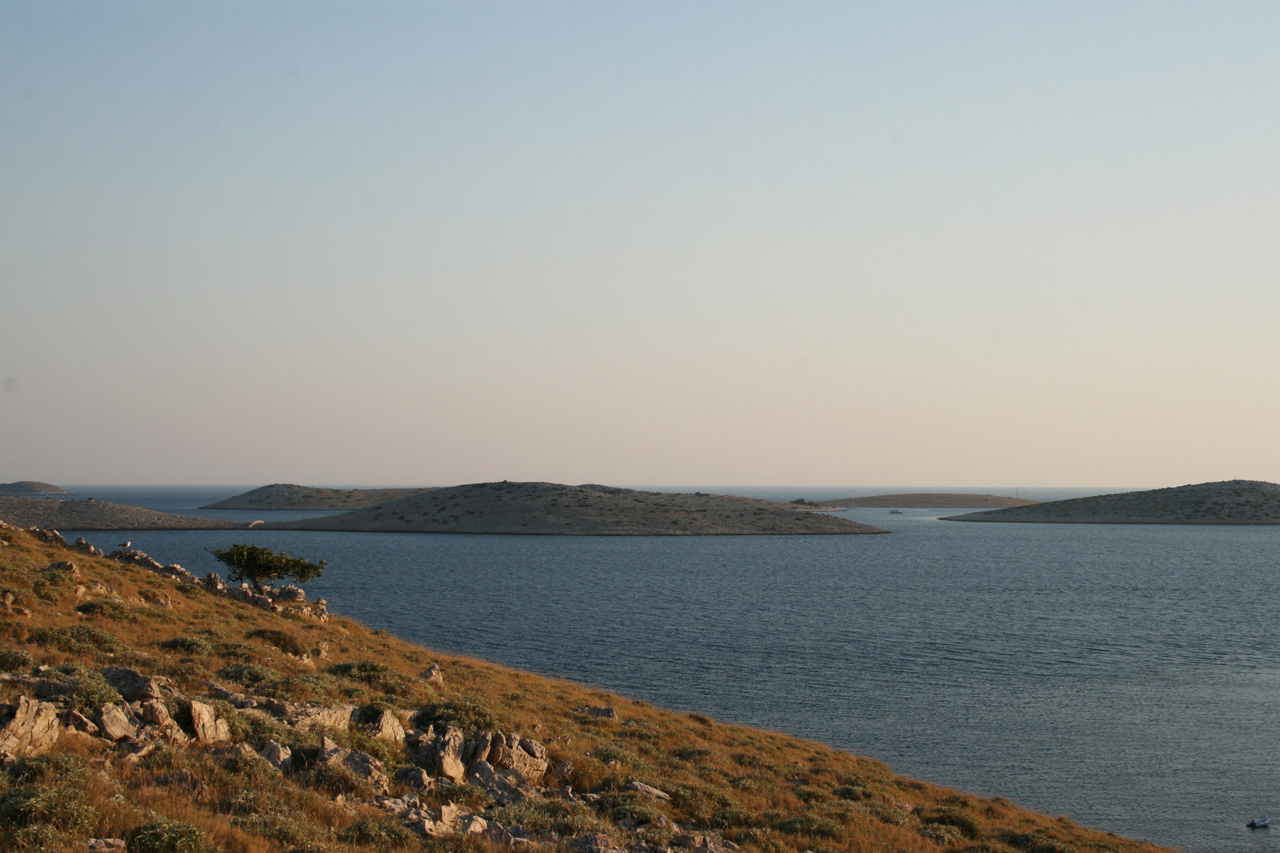
L'archipel vue du sud de l'île Kornat.